# Paradoxe de l'Alabama
Le paradoxe de l'Alabama est, dans un système électoral, un paradoxe de partage où, en augmentant le nombre total de sièges à pourvoir, on diminue le nombre de sièges alloués à l'une des parties en présence.  Il apparaît sur des systèmes de scrutin proportionnel plurinominal qui utilisent une méthode de distribution au plus fort reste.

## Historique
Aux États-Unis, le nombre de sièges alloués à chaque État à la Chambre des représentants est proportionnel à sa population. Chaque État ne pouvant avoir qu'un nombre entier de sièges, la prise en charge des arrondis — afin de déterminer à quels États doivent être alloués les sièges restants — a été effectuée selon plusieurs méthodes au cours de l'histoire du pays.
Dans les années 1880, la méthode retenue était celle du plus fort reste. Après le recensement de 1880, C. W. Seaton, chef de service au bureau de recensement américain, effectua des simulations du nombre de sièges à affecter à chaque État pour des chambres dont la taille varierait entre 275 et 350 sièges. Il découvrit alors que l'État de l'Alabama se verrait attribuer 8 sièges pour une chambre de 299 et seulement 7 sièges pour une chambre de 300.
Par ailleurs, la Chambre des représentants compta finalement 332 sièges après le recensement de 1880, dont 8 furent alloués à l'Alabama.

## Exemple
Pour illustrer le paradoxe, on considère que quatre États (nommés A, B, C et D), dont la population totale est de 10 000 habitants, doivent élire un certain nombre de représentants. Le nombre de sièges alloués à chaque État dépend de sa population (par une simple règle de trois) et on utilise la méthode du plus fort reste pour déterminer à quel État doivent revenir les derniers sièges non alloués directement.
Si on doit allouer 323 sièges, on obtient la répartition suivante :
| État | Population | Allocation exacte | Sièges obtenus par la partie entière du résultat | Reste | Répartition des derniers sièges | Nombre total de sièges |
| ---- | ---------- | ----------------- | ------------------------------------------------ | ----- | ------------------------------- | ---------------------- |
| A    | 5 670      | 183,141           | 183                                              | 0,141 | 0                               | 183                    |
| B    | 3 850      | 124,355           | 124                                              | 0,355 | 0                               | 124                    |
| C    | 420        | 13,566            | 13                                               | 0,566 | 1                               | 14                     |
| D    | 60         | 1,938             | 1                                                | 0,938 | 1                               | 2                      |

La somme des sièges obtenus en ne prenant en compte que les parties entières des quotients des quatre États donne 321 : il reste dans ce cas deux sièges à répartir ; les deux États ayant le plus grand reste sont l'État D (0,938) et l'État C (0,566) qui récupèrent donc un siège additionnel chacun. Au total, l'État C se voit attribuer 14 sièges.
Si on doit allouer 324 sièges (un de plus que dans l'exemple précédent), on obtient les résultats suivants :
| État | Population | Allocation exacte | Sièges obtenus par la partie entière du résultat | Reste | Répartition des derniers sièges | Nombre total de sièges |
| ---- | ---------- | ----------------- | ------------------------------------------------ | ----- | ------------------------------- | ---------------------- |
| A    | 5 670      | 183,708           | 183                                              | 0,708 | 1                               | 184                    |
| B    | 3 850      | 124,740           | 124                                              | 0,740 | 1                               | 125                    |
| C    | 420        | 13,608            | 13                                               | 0,608 | 0                               | 13                     |
| D    | 60         | 1,944             | 1                                                | 0,944 | 1                               | 2                      |

Ici, les différents États obtiennent autant de sièges que précédemment avant de considérer les restes : il reste donc trois sièges à attribuer. Les trois États ayant le plus grand reste sont dans l'ordre l'État D (0,944), l'État B (0,740) et l'État A (0,708). L'État C n'obtient pas cette fois-ci de correction de son nombre total de sièges : il obtient donc paradoxalement un siège de moins que précédemment, alors que le nombre total de sièges a augmenté.
Dans le cas considéré, ce phénomène s'explique par le fait qu'augmenter le nombre total de sièges à pourvoir accroît d'autant plus vite l'allocation exacte que la population d'un État est importante. En effet, si on note S le nombre total de sièges, P la population d'un État et PT la population totale, cette valeur est donnée par S×P/PT : accroître S d'une unité conduit cette valeur à augmenter de P/PT, augmentation d'autant plus grande que P est importante. Ici, les États A et B, d'une population environ 10 fois plus importante que l'État C, profitent de cette situation.
Pour éviter ce paradoxe, d'autres systèmes de répartition ont été inventés, comme la méthode de la plus forte moyenne.